# هیتمن: آمرزش
هیتمن: آمرزش (به انگلیسی: Hitman: Absolution) یک بازی ویدئویی در سبک مخفی‌کاری است که توسط استودیو بازی‌سازی آی‌او اینتراکتیو توسعه یافته و به‌وسیلهٔ شعبه اروپایی اسکوئر انیکس در سال ۲۰۱۲ میلادی برای مایکروسافت ویندوز، ایکس‌باکس ۳۶۰ و پلی‌استیشن ۳ منتشر شد.
آخرین قسمت از مجموعه بازی‌های هیتمن تحت عنوان خون‌بها در سال ۲۰۰۶ میلادی منتشر شد.
پس از کش و قوس‌های فراوان شرکت آی‌او اینتراکتیو خبر بازگشت دوبارهٔ صداپیشهٔ مأمور ۴۷ (دیوید بیتسون) را داد. آهنگساز سری‌های قبلی هیتمن جسپر کید در این قسمت حضور ندارد و پیتر کاید و پیتر پیتر جایگزین او شدند؛ و در تاریخ ۲۴ آبان ۹۱ برای ایکس‌باکس ۳۶۰ و در ۳۰ آبان برای مایکروسافت ویندوز عرضه شد.
این قسمت از بازی به دو قسمت «قراردادها» و «آمرزش» تفکیک شده که اولی بیشتر مربوط به بخش چندنفره بازی است و دومی بخش داستانی بازی (تک‌نفره) را دنبال می‌کند. از نکات قابل توجه این قسمت روبرو شدن غیر مستقیم شخصیت اول بازی با «کین و لینچ» شخصیت‌های اول بازی کین و لینچ است.

## داستان
دشمن اصلی مأمور ۴۷ در این نسخه فردی بنام بلیک دکستر است که بهمراه دستیارش لایلا استاکتون و فعالیت‌های تولید و تجارت غیرقانونی اسلحه‌اش را در شهرکی در داکوتای جنوبی بنام «Hope» انجام می‌دهد. همچنین وی صاحب کمپانی اسلحه‌سازی مخفی بنام Dexter Industries است. داستان حول محور دختری به نام ویکتوریا می‌چرخد که یکی از اعضای اصلی سازمان ICA به نام بنجامین تراویس آزمایش‌های ژنتیکی برای تبدیل کردن او به قاتلی برتر از ۴۷ انجام می‌دهد تا اینکه دایانا بِرن‌وود دلش به حال ویکتوریا می‌سوزد و او را می‌دزدد، بنابراین تراویس که مافوق دایانا در ICA است به ۴۷ مأموریت می‌دهد که دایانا را بکشد و ویکتوریا را به او تحویل دهد. پس ۴۷ به ویلای دایانا نفوذ می‌کند و در لحظه‌ای که می‌خواهد تیر خلاص را به دایانا بزند لحظه‌ای درنگ می‌کند و به صحبت‌های او گوش می‌دهد. دایانا از ۴۷ تقاضا می‌کند که از ویکتوریا محافظت کند و به او می‌گوید که هدف تراویس چه بوده است و به او می‌گوید که به ویکتوریا شانسی بدهد که خود ۴۷ هرگز نداشته است (در واقع ۴۷ دایانا را نمی‌کشد و فقط او را زخمی می‌کند).
سپس ۴۷ ویکتوریا را به یک صومعه می‌برد و سعی می‌کند که بفهمد قضیه چیست دوستش Bridie می‌خواهد که برای او دربارهٔ ویکتوریا اطلاعاتی بدست آورد. پس Bridie بعد جستجوهای فراوان به مردی بنام بلیک دکستر می‌رسد که مقرّش در هتلی بنام ترمیناس است و وقتی که سروقت او می‌رسد محافظش سانچز در عین نا باوری ۴۷ را بی‌هوش می‌کند و دکستر خدمتکار هتل را می‌کشد تا مرگ او را گردن ۴۷ بیندازد سپس هتل را به آتش می‌کشد امّا ۴۷ از آنجا فرار می‌کند و زنده می‌ماند. از طرفی دکستر تبهکاری را بنام Wade و پسرش لِنی را اجیر می‌کند تا ویکتوریا را بیابند. تا اینجا هنوز مشخص نیست که دکستر ویکتوریا را به چه منظور می‌خواهد.
در این زمان Bridie اطلاعاتی دربارهٔ ثروتمندی بنام Dom Osmand که با دکستر دوستی دیرینه داشته بدست می‌آورد و ۴۷ بعد کشتن او عکسی از او می‌یابد که بهمراه دکستر و وید است؛ و در این زمان Bridie با ۴۷ تماس می‌گیرد و می‌گوید که وید او را گرفته تا از زیر زبانش حرف بکشد؛ و ۴۷ افراد وید را می‌کشد اما خیلی دیر شده و وید از مکان ویکتوریا با خبر شده. حالا ۴۷ بی درنگ به صومعه می‌رود امّا همزمان افراد وید هم می‌رسند و راهبه‌ها را می‌کشند و ۴۷ هم وید را می‌کشد و ویکتوریا را نجات می‌دهد امّا در لحظه خروج لِنی دخترک را می‌دزدد و به hope پیش پدرش می‌برد.
حال ۴۷ به hope می‌رود و افراد لِنی را می‌کشد و با بیهوش ساختنش از او بازجویی می‌کند و می‌فهمد که ویکتوریا در Dexter Industries است و دکستر در حال انجام آزمایش ژنتیکی بر روی اوست تا بتواند قاتلی بهتر از ۴۷ بسازد. سپس ۴۷ لنی را می‌کشد به آنجا می‌رود امّا متوجه می‌شود که دکستر او را از کارخانه خارج کرده و با بازجویی از سانچز که در کارخانه حضور دارد متلع می‌شود که دکستر او را به کلانتری شهر برده جایی که کلانتر دست نشانده دکستر، اسکارکی او را در یک سلول محافظت شده نگه می‌دارد. در طول مسیر افراد تراویس به ۴۷ حمله می‌کنند و او همه آنها را می‌کشد. وقتی ۴۷ به ویکتوریا می‌رسد، اسکارکی با شوک برقی او را بیهوش می‌کند و دکستر وارد اتاق می‌شد و وضعیت پسرش را از او جویا می‌شود. در این زمان تراویس که ۴۷ و ویکتوریا را تحت تعقیب تمام واحدهای نظامی سازمان و پلیس قرار داده توسط خیانت Bridie از مکان ۴۷ با خبر می‌شود و به کلانتری Hope می‌آید. در این زمان دکستربا ویکتوریا به شیکاگو می‌روند و اسکارکی که در خود توان مقابله با نیروهای تراویس را نمی‌بیند. حین فرار تیر می‌خورد و لنگ لنگان به کلیسای شهر می‌رود.
در این هنگام ۴۷ از کلانتری فرار می‌کند و خود را به اسکارکی می‌رساند و به او تیر می‌زند. اسکارکی در آخرین لحظات عمر مکان دکستر را به ۴۷ می‌گوید؛ بنابراین مأمور ۴۷ به برج پارک بلک واتر شیکاگو می‌رود جایی که دکستر در آنجا با تراویس قرار گذاشته. تراویس یک میلیون دلار پول در در ازای آزای ویکتوریا به او می‌دهد، امّا دکستر سر او کلاه می‌گذارد. در این زمان ۴۷ دستیار دکستر لایلا و افراد دکستر را می‌کشد و خود دکستر را نیز در لحظه فرار با ویکتوریا از پای درمی‌آورد و ویکتوریا را نجات می‌دهد.
در ادامه تراویس که شک دارد دایانا مرده باشد به قبرستان می‌رود تا مطمئن شود او مرده در این زمان ۴۷ نامه دایانا را می‌خواند و می‌فهمد هدف تراویس چیست. وقتی ۴۷ به قبرستان می‌رسد جید دستیار تراویس را می‌کشد و به دنبال او می‌رود. در راه تراویس ۳ کلون قاتل را برای کشتن ۴۷ می‌فرستد اما نا کام می‌ماند و ۴۷ تمام آنها را می‌کشد. زمانی که به تراویس می‌رسد تراویس از او خواهش می‌کند که بگوید دایانا زنده است یا نه اما ۴۷ در جواب به او می‌گوید هیچ وقت نخواهی فهمید و را او را می‌کشد و آنجا را ترک می‌کند. در پایان ویکتوریا را نشان می‌دهد بهمراه دایانا که در تعجب همگان زنده است و ۴۷ را نشان می‌دهد که از دور مراقب آن‌هاست. که این نشان دهنده آن است که ۴۷ و دایانا بار دیگر نیز با همدیگر کار می‌کنند.
در نهایت Bridie به کمیسری که به دنبال ۴۷ است پیشنهاد می‌کند که در مقابل پول اطلاعاتی دربارهٔ ۴۷ به او بدهد.